# 18643 van Rysselberghe
18643 van Rysselberghe è un asteroide della fascia principale. Scoperto nel 1998, presenta un'orbita caratterizzata da un semiasse maggiore pari a 2,7021219 UA e da un'eccentricità di 0,0961774, inclinata di 10,38320° rispetto all'eclittica.